# Souheil Ben Radhia
Souheil Ben Radhia, né le 25 août 1985 à Bizerte, est un footballeur international tunisien. Il occupe le poste de défenseur latéral droit.

## Carrière
Le 4 mars 2010, il signe un contrat de deux ans et demi avec le Widzew Łódź, club polonais de Ekstraklasa.
En mars 2022, le Club athlétique bizertin annonce sa nomination comme directeur technique.

### Palmarès
- Supercoupe de la CAF (1) :
  - Vainqueur : 2008
- Championnat de Tunisie (1) :
  - Vainqueur : 2006
- Coupe de Tunisie (2) :
  - Vainqueur : 2006, 2007